# Julian Rotstadt
Julian Rotstadt (ur. 1871, zm. 1942 w Warszawie) – polski lekarz neurolog, ordynator Szpitala na Czystem, redaktor naczelny Kwartalnika Klinicznego Szpitala Starozakonnych.

## Życiorys
Studiował na Uniwersytecie w Kazaniu i Cesarskim Uniwersytecie Warszawskim, dyplom lekarski uzyskał w 1902 roku. Specjalizował się w neurologii i fizykoterapii. Z inicjatywy Flataua zorganizował w Szpitalu Starozakonnych na Czystem nowoczesny oddział fizyko- i mechanoterapii, którego został ordynatorem. Zajmował się również neuropatologią i w 1909 roku przedstawił własna modyfikację metody Alzheimera badania komórek płynu mózgowo-rdzeniowego. Praca z 1907 roku Badania doświadczalne z dziedziny trofiki mięśni została nagrodzona w konkursie im. Koczorowskiego. Wyniki swoich prac opublikował w 1913 roku w pracy O cytologii płynu mózgowo-rdzeniowego. Brał udział w pracach Warszawskiego Towarzystwa Neurologicznego i należał do komitetu redakcyjnego Neurologii Polskiej. Prowadził praktykę prywatną, mieszkał pod adresem Żurawia 22.
Podczas II wojny światowej, po aresztowaniu Adama Zamenhofa został dyrektorem Szpitala na Czystem. Zmarł w 1942 roku.

## Wybrane prace
- O leczeniu chirurgicznym nowotworów rdzenia. Neurologia Polska 2, 5, s. 497 (1912)
- O cytologii płynu mózgowo-rdzeniowego. Neurologia Polska 3, 3, s. 248 (1913)
- Zur Cytologie der Cerebrospinalflüssigkeit[5]. (1916)
- Badania doświadczalne z dziedziny trofiki mięśni. Wpływ zmian cyrkulacyjnych i inerwacyjnych na mięśnie. Pam Tow Lek Warsz 103, 4, ss. 347-412 + 3 tabl (1907)
- Dr. Jakób Szwajcer. Warszawskie Czasopismo Lekarskie 8 (1), ss. 1-2 (1931)
- Słowo pozgonne o Samuelu Goldflamie. Kwartalnik Kliniczny Szpitala Starozakonnych 11, 2, s. 62 (1932)
- Choroba Heine-Medina (Poliomyelitis anterior acuta) jako zagadnienie wodolecznicze. Warszawskie Czasopismo lekarskie 16, 8, s. 154 (1939)